# Крњак
Крњак је насељено место и седиште истоимене општине на Кордуну, Карловачка жупанија, Република Хрватска.

## Географија
Удаљен је око 20 км јужно од Карловца и око 8 км западно од Војнића. Кроз насеље и општину пролази државна цеста D-1.

## Историја
Србе у овом крају су власти дискриминисале и 1909. године. Тако лист Србобран пише да је тада уобичајена мјера кажњавања учитеља био њихов премјештај. На тај начин су им пропадали плодови рада у башти, оштећивале се ствари у сеоби и прекидале људске везе. Учитељ Милован Дејановић је из Крњака премјештен у Доњи Будачки, Никола Паић из Доњег Будачког у Дуњак, Милош Здјелар из Дуњака у Полој, а учитељ Рибар из Полоја у Крњак.
У току Другог свјетског рата страдало је 204 становника Крњка.
До територијалне реорганизације насеље се налазило у саставу бивше велике општине Карловац. Крњак се од распада Југославије до августа 1995. године налазио у Републици Српској Крајини. Место је етнички очишћено у хрватској војној операцији „Олуја”.

## Становништво
Крњак је према попису из 2011. године имао 371 становника.
| Националност       | 2001.        | 1991.        | 1981.        | 1971.        | 1961.        |
| Срби               | 111 (27,75%) | 409 (92,74%) | 384 (86,49%) | 449 (93,73%) | 442 (93,44%) |
| Хрвати             | 254 (63,50%) | 15 (3,40%)   | 13 (2,92%)   | 23 (4,80%)   | 26 (5,49%)   |
| Југословени        | 0            | 4 (0,90%)    | 38 (8,55%)   | 4 (0,83%)    | 4 (0,84%)    |
| остали и непознато | 35 (8,75%)   | 13 (2,94%)   | 9 (2,02%)    | 3 (0,62%)    | 1 (0,21%)    |
| Укупно             | 400          | 441          | 444          | 479          | 473          |

| Демографија | Демографија | Демографија |
| Година      | Становника  | Становника  |
| ----------- | ----------- | ----------- |
| 1857.       | 296         |             |
| 1869.       | 366         |             |
| 1880.       | 364         |             |
| 1890.       | 439         |             |
| 1900.       | 483         |             |
| 1910.       | 505         |             |
| 1921.       | 556         |             |
| 1931.       | 645         |             |
| 1948.       | 423         |             |
| 1953.       | 466         |             |
| 1961.       | 473         |             |
| 1971.       | 479         |             |
| 1981.       | 444         |             |
| 1991.       | 441         |             |
| 2001.       | 400         |             |
| 2011.       |             | 371         |

## Попис 1991.
На попису становништва 1991. године, насељено место Крњак је имало 441 становника, следећег националног састава:
| Попис 1991.‍  | Попис 1991.‍  | Попис 1991.‍ | Попис 1991.‍ | Попис 1991.‍ |
| ------------ | ------------ | ----------- | ----------- | ----------- |
|              |              |             |             |             |
| Срби         | Срби         |             | 409         | 92,74%      |
| Хрвати       | Хрвати       |             | 15          | 3,40%       |
| Југословени  | Југословени  |             | 4           | 0,90%       |
| Словенци     | Словенци     |             | 1           | 0,22%       |
| неопредељени | неопредељени |             | 9           | 2,04%       |
| непознато    | непознато    |             | 3           | 0,68%       |
| укупно: 441  |              |             |             |             |